# Javierre (historietista)
Javier Muñoz Pizarro, Javierre (Vallecas, Madrid, España, 1973), es un dibujante y guionista de historietas español.
Colabora en las revistas "TMEO", "Cretino" y "El Batracio Amarillo".
Javierre comenzó en el mundo de la autoedición con sus aventuras de El Hombre Mosca, en las que parodiaba el universo de los superhéroes a través de un justiciero de extracción barrial. Publicó en el fanzine A la calle de Vallecas donde conoció a Pelorroto con quien puso en marcha en 1996 la editorial La vena tribal responsable de la edición de la revista Sopas de Ajo y el primer álbum de Roger: 26 puntos para destruir españa. Por aquel entonces comenzó su colaboración con la revista TMEO, Paté de Marrano y posteriormente Cretino, revista con la terminaría siendo coeditor.
Es creador de Los Vallekurros, personajes nacidos en 1996 protagonistas de historietas de temática underground enmarcadas en el barrio de Vallecas.
También son personajes de creación suya Los Tronkotronkis (Cretino), El Hombre Mosca y la serie Odio a mis vecinos porque me hacen ser peor persona (TMEO)
En 2014 comienza como guionista la serie de cómics Los caballeros de la Orden de Toledo, dibujada por Juanfran Cabrera. El argumento narra las relaciones y andanzas de Federico García Lorca, Luis Buñuel y Salvador Dalí durante su estancia en la Residencia de Estudiantes de Madrid. Dicho cómic fue galardonado en 2015 con el premio al mejor cómic nacional en Expocomic. En 2017 Arian y El Ángel Caído publicaron el primer volumen recopilatorio.

## Tebeografía - álbumes
- Los vallekurros: Títeres sin cabeza y otras yerbas. 2005, Ezten kultur Taldea.
- Marruecos Trip. 2008, Cretino.
- Los caballeros de la Orden de Toledo. 2017, Arian & El Ángel Caído.